# Монтеррей (Оренсе)
Монтеррей (гал. Monterrei, ісп. Monterrey) — муніципалітет в Іспанії, у складі автономної спільноти Галісія, у провінції Оренсе. Населення — 3036 осіб (2009).
Муніципалітет розташований на відстані близько 360 км на північний захід від Мадрида, 55 км на південний схід від Оренсе.
Муніципалітет складається з таких паррокій: Альбарельйос, Естевесіньйос, Фларіс, Інфеста, А-Маданела, Медейрос, Монтеррей, Ребордондо, Сан-Крістово, Венсес, Віласа.

## Демографія
Динаміка населення (INE ):

## Відомі особистості
В поселенні народився:
- Гаспар де Суніга Монтеррей (1560—1606) — іспанський сановник з роду Суніга.

## Галерея зображень

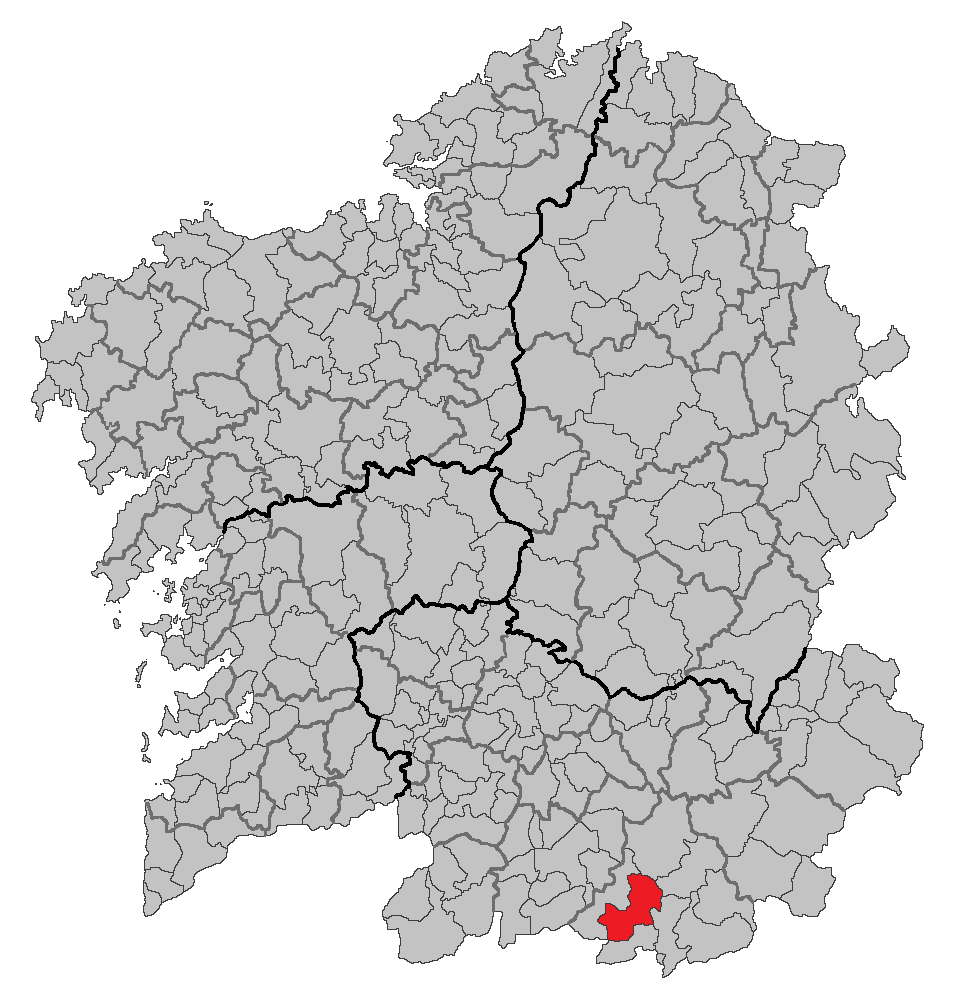
Розташування муніципалітету